# Председник Владе Словачке
Председник Владе Словачке (слч. Predseda vlády Slovenskej republiky) је шеф извршне власти у Словачкој. Од 25. октобра 2023. године ову функцију обавља Роберт Фицо.
Сагласно Уставу Словачке, премијера се тичу следећа правила:
- члан је владе уз заменике премијера и министре
- управља пословима Владе, сазива и води седнице
- не може да буде посланик или судија нити да обавља неку плаћену функцију нити да буде члан органа правног лица које врши пословну делатност
- поставља и смењује председника Словачке (обично као резултат избора или коалиционог договора али ово није прописано)
- може бити било који држављанин Словачке који је изабран у Национални савет (скупштина Словачке)
- за свој рад одговара скупштини
- може да поднесе оставку председнику а са њим у оставку ступа и цео кабинет Владе
- потписује акте Владе

## Списак председника Владе Словачке
- Владимир Мечјар (1. јануара 1993. — 14. марта 1994)
- Јозеф Моравчик (16. март. 1994. — 13. децембра 1994)
- Владимир Мечјар (13. децембра 1994. — 29. октобра 1998)
- Микулаш Дзуринда (30. октобра 1998. — 4. јула 2006)
- Роберт Фицо (4. јула 2006. — 8. јула 2010)
- Ивета Радичова (8. јула 2010. — 4. априла 2012)
- Роберт Фицо (4. априла 2012. — 15. марта 2018)
- Петер Пелегрини (22. марта 2018. — 21. марта 2020)
- Игор Матович (21. март 2020. — 1. април 2021)
- Едуард Хегер (1. априла 2021 — 15. маја 2023.)
- Лудовит Одор (15. маја 2023 — 25. октобра 2023.)
- Роберт Фицо (25. октобра 2023. — данас)